# Kodeks 0295
Kodeks 0295 (Gregory-Aland no. 0295) – grecki kodeks uncjalny Nowego Testamentu na pergaminie, datowany metodą paleograficzną na IX wiek. Rękopis jest przechowywany na Synaju. Tekst rękopisu nie jest wykorzystywany we współczesnych wydaniach greckiego Nowego Testamentu. 

## Opis
Zachowały się 3 pergaminowe karty rękopisu z greckim tekstem 2. Listu do Koryntian (12,14–13,1). Karta kodeksu ma rozmiar 16 na 11 cm. Tekst jest pisany dwoma kolumnami na stronę, 14 linijek tekstu na stronę . 

## Historia
INTF datuje rękopis 0295 na IX wiek . 
Rękopis został znaleziony w maju 1975 roku podczas prac restauracyjnych w klasztorze wraz z wieloma innymi rękopisami . Na listę greckich rękopisów Nowego Testamentu wciągnął go Kurt Aland, oznaczając go przy pomocy siglum 0295. Został uwzględniony w II wydaniu Kurzgefasste. 
Rękopis nie jest wykorzystywany we współczesnych wydaniach greckiego Nowego Testamentu (NA27, NA28, UBS4). 
Rękopis jest przechowywany w Klasztorze Świętej Katarzyny (N.E. ΜΓ 16, 27, 30, 42, 43, 47, 49) na Synaju .